# Hypostomus mutucae
Hypostomus mutucae é uma espécie de peixe da família dos cascudos e da ordem dos siluriformes. Os machos podem alcançar 10 cm de comprimento. São encontrados na América do Sul, no rio Cuiabá, no Brasil.